# リサ・ハンナ
リサ・レネ・シャンティ・ハンナ（Lisa Rene Shanti Hanna, 1975年8月20日 - ）は、ジャマイカの政治家。ミス・ワールド1993で優勝したことでも知られる。

## 経歴
1975年8月20日、ミドルセックス郡セント・メアリー教区に生まれる。
父Rene Hanna はレバノンの、母Dorothy Hosang はアフリカと中国のルーツを持つ。
The Queens High Schoolを卒業。15歳のとき地元のテレビ局の番組に出演、名を知られるようになる。
1993年、Miss World 1993で優勝する。
1998年、映画『ステラが恋に落ちて』に出演。ジャマイカのトークショーOur Voicesの司会を務める。2004年、放送業界でのキャリアを追求して渡米。米国のExtraのゲスト司会などを務める。
2005年後半に帰国。キングストンのヒルトン・ホテルでコミュニケーション・コンサルタントを務める。
2007年、下院選挙でSaint Ann South Eastern小選挙区に人民国家党（PNP）より出馬。当選。2011年の下院選挙でも同選挙区にPNPから出馬。当選。2011年12月まで情報・青年・文化に関する野党スポークスマン。2011年12月29日の選挙でPNPが与党となると、彼女は青年・文化担当大臣に選ばれた。
2020年11月7日のPNP総裁選挙に出馬するが、Mark Golding に敗れる。

### 私生活
西インド諸島大学で学び、コミュニケーションの学士と修士を授与される。
1999年、ニューヨーク市でDavid Panton と結婚。2001年、男の子を出産。2004年、ジョージア州アトランタで離婚。
2017年12月、サリー郡セント・アンドリュー教区でジャマイカのビジネスマンRichard Lake と結婚。二人はミドルセックス郡セント・アン教区で外注工場・倉庫業・運送業を経営。